# Idioma sotho-tswana
Sotho-tswana es un grupo de idiomas bantú relacionados entre sí que se hablan en Sudáfrica. Es un idioma bantú hablado por un grupo humano llamado Sotho-Tswana Bantu que abarca más de veinte comunidades relacionadas con los grupos étnicos sotho y tswana. Las mayores diferencias entre estos idiomas son fonológicas. La evidencia sugiere que este grupo de idiomas es el producto de una expansión reciente y no de una histórica unidad cultural o lingüística.